# Казахский научно-исследовательский кожно-венерологический институт
Казахский научно-исследовательский кожно-венерологический институт — научно-исследовательский институт в Алма-Ате, осуществляет лечебную, научную, педагогическую и организационную деятельность как головное учреждение республики по проблеме «Дерматовенерология». 
Институт является единственным профильным научным, организационно-методическим, учебным и клиническим учреждением Республики Казахстан в области заболеваний передающихся половым путём и заболеваний кожи. Институт проводит организационно-методическую работу по координации деятельности всей дерматовенерологической службы в Республике.

## Деятельность
Научно-исследовательский кожно-венерологический институт осуществляет следующие виды научной и лечебной деятельности в области здравоохранения по проблеме «Дерматовенерология»:
- Осуществление лечебной работы, научно-исследовательской и научно-практической деятельности в области лечения, диагностики и профилактики инфекционных дерматозов, в том числе лепрологии и неинфекционных дерматозов, паразитологии, сифилидологии, урогенитальных инфекций передающихся половым путем; осуществление лечебной, реабилитационной, реконструктивной деятельности в области эстетической медицины, косметологии.
- Подготовка и издание научной литературы по актуальным вопросам дерматологии и венерологии, в том числе монографий, учебников, учебно-методических рекомендаций и пособий;
- Осуществление послевузовского медицинского образования и осуществление дополнительного медицинского образования (повышение квалификации) в порядке, установленным законодательством РК;
- Создание, апробация лекарственных и профилактических средств и средств ухода за кожей и её производными;
- Экспертиза методов, лекарственных и профильных средств, средств ухода, применяемых в дерматологии.

Институт разрабатывает проблемы этиологии, патогенеза, морфологии кожных и венерических болезней, методы их профилактики, диагностики и лечения. Совершенствует методы электронной микроскопии, серологической диагностики. Осуществляет организационно-методологическое руководство и контроль за деятельностью однопрофильных учреждений республики. Проводит клинические консультации и клинико-лабораторные исследования по клинико-иммунологическим, клинико-биохимическим, серологическим направлениям. Также проводит патоморфологические исследования кожи.

### Лечебная работа
Оказывает специализированную, в том числе высокотехнологичную, медицинскую помощь в стационарных условиях (круглосуточный стационар) и амбулаторных по профилю «дерматовенерология». Производит лечение заболеваний передающихся половым путём и дерматозов.

### Структура
Структура института состоит из отделения дерматовенерологии, физиотерапевтического отделения, консультативно-диагностическое отделения, клинико-диагностической лаборатории, отдела менеджмента научных исследований и инноваций.

## История
Научно-исследовательский кожно-венерологический институт является одним из самых старейших научных медицинских учреждений Республики Казахстан. Институт образован согласно приказу № 232 от 16 октября 1930 года Наркомздрава Казахской АССР на базе слияния Алма-Атинской детской кожно-венерологической больницы (помещение бывшей Верненской уездной больницы) и «Краевого научно-исследовательского кожно-венерологического института». Официально институт открылся 1 октября 1930 года. Торжественное открытие института состоялось 5 января 1931 года. Приказом № 306 от 12 ноября 1932 года Наркомздрава Казахской АССР учреждение было переименовано в Казахский научно-исследовательский кожно-венерологический институт. 
Одним из первых директоров института был Маметов Ахмед Маметович – отец героя Советского Союза Маншук Маметовой. Под руководством Ахмеда Маметова уже тогда осуществлялся мониторинг за сифилисом в кочевых и полукочевых районах республики, организовались лечебно-профилактические и санитарно-просветительные мероприятия среди населения Республики. По состоянию на 1931 год в состав Казахского Научно-исследовательского кожно-венерологического института входили: клинический, организационно-методический и лабораторно-экспериментальный отделы.
В первые годы институт осуществлял не только клиническую, но и методическо-практическую деятельность. Перед специалистами стояла задача обучения региональных медицинских работников приемам диагностики и лечения половых инфекций и грибковых болезней кожи; создания рациональных подходов к организации работы службы на территории казахской республики. В институте были организованы курсы специализации, на которых с 1931 по 1940 годы было обучено 102 специалиста службы, 85 техников-лаборантов, 117 фельдшеров и 89 медицинских сестер. Противоэпидемические мероприятия, проведенные под руководством института, обусловили в 1940 году снижение заболеваемости сифилисом, гонореей, лепрой, дерматофитиями, чесоткой. 
В послевоенные годы в республике вновь увеличилась заболеваемость венерическими и заразными кожными болезнями, что потребовало от института возобновления усилий по достижению стабилизации ситуации. В то время материально-техническая база института оставляла желать лучшего. Так, общая площадь старых с частичными удобствами построек, в которых размещались клинический корпус, вендиспансер, лаборатория, административные и хозяйственные помещения, составляла всего лишь 1386,9 кв. м. Штат кожно-венерологического института в 1946 году составлял 68,5, диспансера – 53,5 единиц. Стационар института на 75 коек не обеспечивал полной потребности в госпитализации больных дерматовенерологического профиля. В 1954 году был построен и сдан в эксплуатацию двухэтажный клинический корпус и пристройка пищеблока (ныне снесены). Число стационарных коек было увеличено до 100. В небольшом приспособленном строении размещалось несколько лабораторий: биохимическая, клиническая, серологическая и бактериологическая.
В 1959 году диспансерное отделение преобразовано в диспансерный отдел, который был превращен в одно из научных подразделений института; открыт сектор по борьбе с лепрой, просуществовавший до 1965 года. Институт продолжал расширяться. На 1 января 1964 года он насчитывал 194 штатные должности, в том числе 47 научных сотрудников, 8 из которых имели ученую степень кандидата медицинских наук.
В 1968-1969 гг. проведена реорганизация структуры института, которая дала возможность укрупнить отделы, экономичнее планировать научную тематику и организовать ее эффективное выполнение. Организация группы медицинской и медико-технической информации способствовала быстрейшему внедрению новых методов лечения и медицинской техники в практику здравоохранения.
В 1981 года начато строительство новых зданий института. В 1983 году был сдан в эксплуатацию первый современный 5-этажный корпус, где разместилось консультативное отделение института, различные лаборатории и администрация. В 1989 году была принята в строй первая очередь клинического корпуса института, а в 1993 году сооружение стационара было полностью завершено. На месте снесенных ветхих построек вдоль проспекта Райымбека от улицы Потанина до ул. Л.Хамиди протянулся архитектурный ансамбль современных зданий, которые и составляют нынешнюю базу Научно-исследовательского кожно-венерологического института, общей площадью внутренних помещений 15058 кв.м.

## Попытка ликвидации института
В 2009 году на государственном уровне чиновниками из Минздрава РК под формальными предлогами предполагалась попытка полной ликвидации «Научно-исследовательского кожно-венерологического института». Впервые за всю историю своего существования «Научно-исследовательский кожно-венерологический институт» оказался на грани ликвидации с приходом в руководство Министерства здравоохранения республики министра Доскалиева Жаксылыка. В ноябре 2009 года департамент по ЧС вынес предписание о закрытии института за несоблюдение норм противопожарной безопасности. В феврале апелляция администрации института была отклонена городской судом. Директор был вынужден приостановить работу института, получавшие лечение пациенты стационара института были выписаны, а все сотрудники отправлены в отпуск. Минздрав РК под руководством Доскалиева отказался выделять из бюджета требуемые 39 млн. тенге на ремонт и устранение противопожарных нарушений двух зданий института. 
29 марта 2010 года решением министра Минздрава запущена ликвидационная программа РГП «Научно-исследовательский кожно-венерологический институт». Институт был передан в ведение учебного заведения «Национальный медицинский университет им. Асфендиярова», тем самым был лишен своего статуса самостоятельности и юридической независимости. Основанием для устранения юридического лица РГП «Научно-исследовательский кожно-венерологический институт» явилось заявление ректора «Казахского национального медицинского университета» Айкана Аканова о необходимости учебных корпусов для студентов университета. Таким образом, реорганизовав научный институт руководство Минздрава и КазНМУ запланировало разместить в его зданиях ряд учебных отделений и кафедр КазНМУ. На основании решения протокола рабочего совещания Минздрава от 29 марта 2010 года и приказа Комитета государственного имущества и приватизации от 29 апреля 2010 года №292 проведена реорганизация РГП «Научно-исследовательский кожно-венерологический институт». Здание лечебного стационара института на 150 коек было передано на баланс КазНМУ имени Асфендиярова. 
Возмущенные сотрудники и руководство «Кожно-венерологического института» категорически выступили против решения руководителя Минздрава РК о передаче института в состав КазНМУ. Коллективом «НИКВИ» было отправлено открытое письмо на имя президента РК, премьер-министра РК, нового министра здравоохранения РК и председателя НДП "Нур Отан" с требованием сохранить «Научно-исследовательский кожно-венерологический институт», вернуть ему самостоятельность. Однако все обращения коллектива «НИКВИ» упорно игнорировались вплоть до сентября 2010 года, пока министр здравоохранения не был арестован. Судьба существования института оставалась неопределенной до конца 2011 года. В 2011 году новым руководством Минздрава принято решение вернуть институту статус самостоятельного юридического лица РГП «Научно-исследовательский кожно-венерологический институт». Однако здание лечебного стационара так и не было возвращено обратно институту и осталось у учебного заведения КазНМУ, который после капитального ремонта здания устроил в нём свою университетскую Клинику внутренних болезней по оказанию платных консультационных медуслуг. Таким образом НИИ «Кожно-венерологический институт» был лишён своего лечебного стационара, пациенты с кожно-венерологическими заболеваниями из всего Казахстана остались без качественного стационарного лечения. 

## Собственники и руководство

### Руководители
- Маметов, Ахмед Маметович
- С.Н.Рутковский
- А.Татаринцев
- Б.Е.Утемисов
- С.А.Поплавский
- А.Н. Полянский
- Бердыбаев, Унгербай Бердыбаевич (1952-1958) — доктор медицинских наук, профессор, заслуженный деятель науки Казахской ССР.
- Калантаевская, Ксения Анисимовна (1958-1959) — доктор медицинских наук, профессор.
- И.О.Сеньков
- М.О.Омаров (1959-1963)
- И.Г.Гурина
- П.И.Волова
- Макашева, Раиса Каримовна (1978-1981) — доктор медицинских наук, профессор.
- Кешилева, Зура Бостановна (1981-2001) — доктор медицинских наук, академик, обладатель высшей награды Республиканского общественного объединения «Национальная Медицинская Ассоциация».
- Шакиров, Максут Толеуович (2001-2005) — доктор медицинских наук, профессор.
- Аскарова, Гульсум Клышпековна (2005-2009) — доктор медицинских наук, профессор.
- Муминов, Талгат Аширович (2009-2010)
- Дуйсекеев, Амангельды Дуйсекеевич (2010-2011) — доктор медицинских наук, профессор.
- Ешимов, Александр Едрисович (2012-2014) — кандидат медицинских наук
- Исламов, Ерлан Нурланович (2014-2015)
- Шакиров, Максут Толеуович (2015-ноябрь 2017) — доктор медицинских наук, профессор.
- Абишев, Асылхан Туреханович (ноябрь 2017-н.в.)